# Изабела Бендидио
Изабела Бендидио (на италиански: Isabella Bendidio; * 13 септември 1546, Ферара; † сл.  1610) е италианска певица и чрез брак маркиза на Гуалтиери.

## Произход
Сем. Бендидио, или Бендедей, е сред най-благородните и видни във Ферара; живее в красив ренесансов дворец на улица „Паля“. Баща й Николò Бендидио е камерхер на херцог Ерколе II д'Есте и негов доверен човек. Чичо й Алесандро, брат на Николо, е секретар на кардинал Иполито II д'Есте. Майка й Алесандра е сестра на Алфонсо Росети, епископ на Комакио и по-късно на Ферара. Леля е на Анна Гуарини, която впоследствие я замества в Женския концерт. Има четири сестри: 
- Елеонора Бендидио
- Тадеа Бендидио
- Анина Бендидио
- Лукреция Бендидио (* 8 април 1547, Ферара, † сл. 1586), любовно увлечение на Торкуато Тасо, метреса на кардинал Луиджи д'Есте, придворна дама на Елеонора д'Есте и съпруга на граф Балдасаре Макиавели[1]

## Биография
Заедно със сестрите си получава образованието, което е задължително за благородническите момичета от Ферара: добра култура и любов към изкуствата, особено тези, които могат да се култивират в дворцовата среда.
Изабела има хубав глас: заедно с други придворни дами тя развеселява срещите в двора и е част от „тайната музика" на херцогиня Елеонора д'Есте: заедно със сестра си Лукреция участва в Женския концерт – малка женска група, която изнася концерти в двора на Алфонсо II д'Есте. Дворцовите концерти, които се провеждат под ръководството на известния Луцаско Луцаски, оказват значително влияние върху цялата европейска музика и има много мадригали, написани специално за певиците от Ферара.
На 1 юли 1573  г. се омъжва за Корнелий I Бентивольо, благородник от фамилията Бентивольо, почти тридесет години по-възрастен от нея. Тя е майка на кардинал Гуидо Бентивольо и на маркиз Енцо Бентивольо, които са ранни покровители на композитора и музиканта от Ферара Джироламо Фрескобалди. Пее за Торкуато Тасо в „Любовни рими“ и за Жак дьо Верт в „Седма книга с мадригали на пет гласа“.

## Брак и потомство
∞ 1 юли 1573 за Корнелий Бентивольо (* 1519, † 26 май 1585, Ферара), маркиз на Гуалтиери (1579 – 1585), от когото има шест сина и една дъщеря:
- Анибале Бентивольо (* ок. 1575, † 1595 в битка във Фландрия);
- Джовани Бентивольо (* 1576, † 1610), рицар на Малтийския орден от 1582 г., военен на служба в Испания;
- Енцо Бентивольо (* 1578, † 1639), 3-ти маркиз на Гуалтиери (1619 – 1634) и впоследствие маркиз на Скандиано (1634  – 1639), ∞ за Катерина Мартиненго;
- Гуидо Бентивольо (* 1579, † 1644), кардинал на Светата римска църква;
- Син (* 1582)
- Син (* 1583);
- Джиневра Бентивольо († 28 септември 1651), ∞ 1. 1604 за Пио I Торели д'Арагона Висконти, граф на Монтекиаруголо 2. 1618 за Маркантонио Мартиненго, господар на Ураго д'Ольо.